# Matilde Marquina García
Matilde Marquina García   (1904 - 1986) va ser una destacada membre de la Secció Femenina, que va rebre el nomenament de directora de la Residencia de Señoritas l'any 1940, amb el suport de Pilar Primo de Rivera.
Matilde Marquina es va proposar mantenir una continuïtat amb l'esperit de la Residencia de Señoritas, malgrat l'intent de "readaptació" de la institució a les noves formes polítiques i socials que s'estaven imposant a Espanya en els anys 40, i que van portar al canvi del nom de la institució per Col·legi Major Teresa de Cepeda, primerament, i Col·legi Major Teresa de Jesús més tard. Amb aquesta finalitat, va mantenir com a secretària a Eulalia Lapresta, secretària de María de Maeztu, i com a responsable de la biblioteca a Enriqueta Martín. Malgrat els canvis oficials de nomenclatura, a efectes pràctics, es va seguir parlant de Residencia de Señoritas, apareixent aquest nom tant en premsa com en alguns documents oficials.
L'any 1952 es va cessar a Matilde del càrrec de directora del Col·legi Major Santa Teresa de Jesús (que tindria per nova directora, novament amb el suport de Pilar Primo de Rivera, a una altra dona de la Secció Femenina, Vicky Eiroa Rei), per passar a nomenar-la directora de l'Instituto de Enseñanza Profesional de la Mujer.